# Spiraea nervosa
Spiraea nervosa är en rosväxtart som beskrevs av Adrien René Franchet och Sav.. Spiraea nervosa ingår i släktet spireor, och familjen rosväxter. Inga underarter finns listade i Catalogue of Life.